# Aathmika
Aathmika (Tamil ஆத்மிகா; * 9. Februar 1993 in Coimbatore) ist eine indische Schauspielerin.

## Leben und Karriere
Aathmika wurde am 9. Februar 1993 in
Coimbatore geboren. Sie zog nach Chennai, um ihren Abschluss am M.O.P. Vaishnav College for Women zu machen. Ihr Debüt gab sie 2017 in dem Film Meesaya Murukku. Anschließend war sie 2021 in Kodiyil Oruvan zu sehen. Außerdem trat sie 2022 in Kaatteri auf. 2023 wurde Aathmika für den Film Kannai Nambathey gecastet. Im selben Jahr bekam sie in Thiruvin Kural eine Hauptrolle.

## Filmografie
- 2017: Meesaya Murukku
- 2021: Kodiyil Oruvan
- 2022: Kaatteri
- 2023: Kannai Nambathey
- 2023: Thiruvin Kural